# Partido Socialdemócrata (Corea del Sur)
El Partido Socialdemócrata (en coreano: 사회민주당) es un partido político de Corea del Sur que se registró el 15 de febrero de 2024. Fue fundado por miembros que abandonaron el Partido de la Justicia.
El partido participó en las elecciones legislativas de Corea del Sur de 2024 como parte de la Nueva Alianza Progresista liderada por el PRB. que a su vez participó como parte de la Alianza Democrática de Corea liderada por el PDK. Han Chang-min, representante del SDP, fue elegido miembro de la Asamblea Nacional por representación proporcional.